# Foreurs de Val-d'Or
Foreurs de Val-d'Or är ett kanadensiskt proffsjuniorishockeylag som spelar i Ligue de hockey junior majeur du Québec (LHJMQ) sedan 1993. Laget spelar sina hemmamatcher i Centre Air Creebec, som har en publikkapacitet på 3 504 åskådare vid ishockeyarrangemang, i Val-d'Or i Québec. Foreurs har vunnit tre Coupe du Président, som delas ut till vinnaren av slutspelet, för säsongerna 1997–1998, 2000–2001 och 2013–2014. De har dock inte vunnit någon av de andra troféerna Trophée Jean Rougeau, som delas ut till det lag som vinner grundserien, och Memorial Cup, CHL:s slutspel mellan säsongens mästare i LHJMQ, OHL och WHL samt ett värdlag.
De har fostrat spelare som Steve Bégin, Antoine Bibeau, Patrick Bordeleau, Luc Bourdon, J.P. Dumont, Simon Gamache, Jean-Luc Grand-Pierre, Samuel Henley, Kris Letang, Roberto Luongo, Anthony Mantha, Brad Marchand, Sergej Moziakin, Alexandre Rouleau, Mathieu Roy, Jérôme Samson, Marco Scandella, Felix Schütz och Stéphane Veilleux.